# Jardines y Parque del Guadalupe River
El Jardines y Parque del Guadalupe River (en inglés: Guadalupe River Park & Gardens es un jardín botánico y parque ciudadano de 1.5 km² de extensión, administrado por la sociedad « Friends of Guadalupe River Park & Gardens, » en colaboración con el ayuntamiento de San José, California, Estados Unidos.

## Localización
El jardín botánico se ubica en San José. 
Guadalupe River Park & Gardens, 438 Coleman Avenue, San José, Santa Clara county, California CA 95110-2004 United States of America-Estados Unidos de América.
Planos y vistas satelitales.37°12′0″N 121°32′24″O / 37.20000, -121.54000
La entrada es gratuita.

## Historia
Los jardines de Guadalupe están localizados al sur del aeropuerto internacional de Mineta San José (y adyacente al parque del río) donde las casas fueron quitadas debido al ruido de hace unos 20 años.
El plan maestro para esta área fue desarrollado por la ciudad de San José y un grupo de trabajo de ciudadanos. La tierra vacía que compone gran parte de esta zona, será transformada en toda una serie de jardines para el goce público.

## Colecciones
Este jardín botánico alberga varias secciones temáticas,

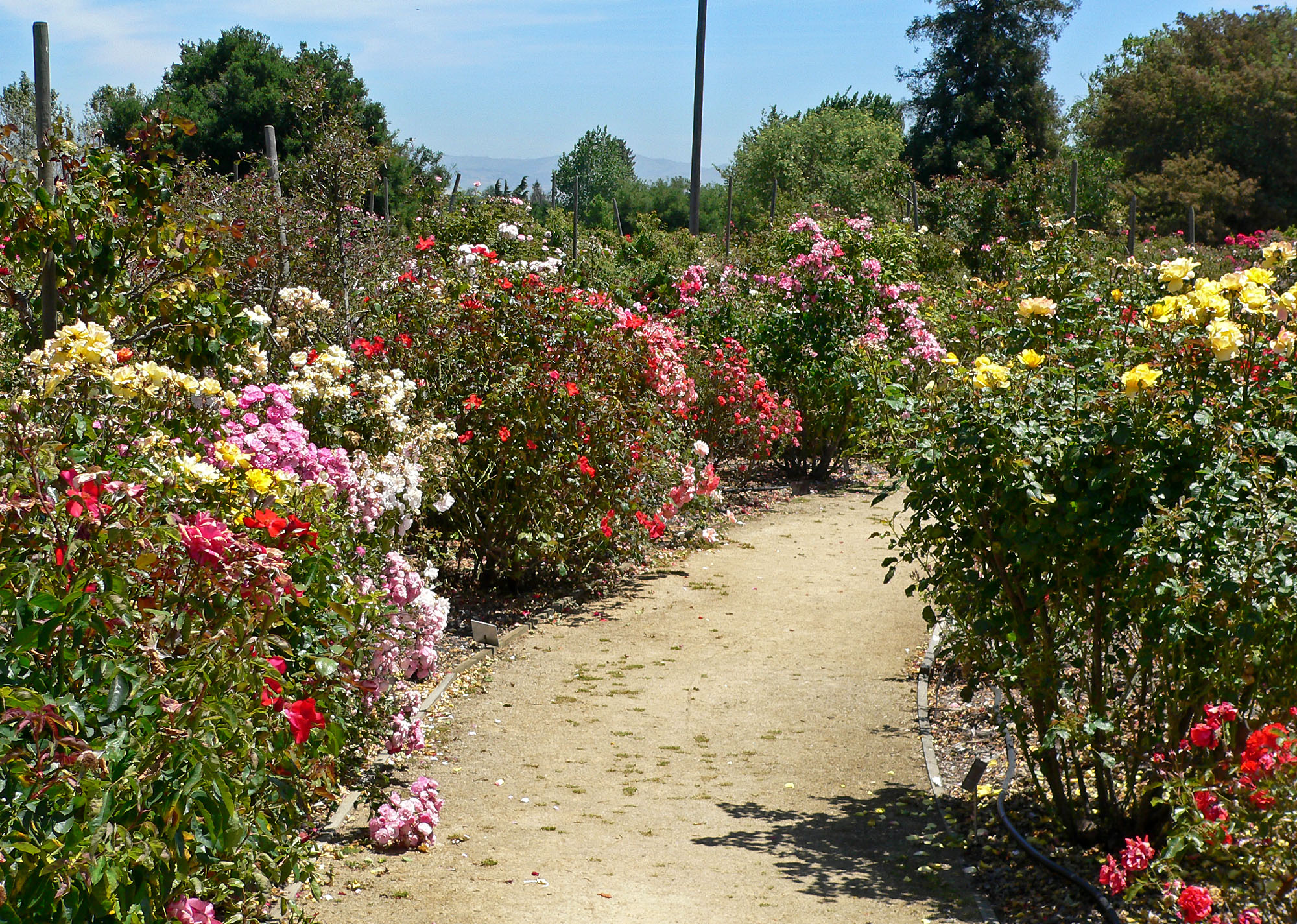
San José Heritage Rose Garden.

- Courtyard Garden and Taylor Street Rock Garden (Jardín del Patio y Rocalla de la Calle Taylor), estos fueron los primeros elementos de los jardines de Guadalupe que se terminaron. Una gama de plantas flor, con hierba de césped, y arbustos se ofrecen en el jardín del patio. La rocalla tiene lo último en ajardinamiento tolerante de la sequía. En 1999, después de que el sistema de riego fuera conectado al agua reciclada, la asociación de los amigos del parque del río de Guadalupe impulsó la creación de este jardín. El propósito del jardín es la demostración para los profesionales del paisaje y al público en general cómo unas variedades de plantas reaccionan al agua reciclada en un paisaje de diseño.
- Heritage Rose Garden (Rosaleda de la Herencia), es una rosaleda que alberga una colección de 3,700 rosas tanto antiguas como modernas. Creado en 1995 gracias a un esfuerzo de la comunidad.
- Historic Orchard (Huerto histórico), es un huerto de 3.3 acres plantado en 1994 para mostrar las variedades de árboles frutales que una vez hicieron famoso el valle de Santa Clara como "The Valley of Heart's Delight". Está situado en los jardines de Guadalupe al sur de "Taylor Street" y adyacente al parque del río. La huerta contiene unos 250 árboles frutales, incluyendo cerezos, albaricoques, parras, manzanas, y más. Está mantenida por equipos de voluntarios.
- Columbus Park, ocupa el terreno de un antiguo barrio trasladado a otro lugar para dejar espacio como zona de aproximación del aeropuerto adyacente.